# Пятинское сельское поселение
Пятинское сельское поселение — муниципальное образование в Ромодановском районе Республики Мордовия.
Административный центр поселения — село Пятина.

## История
Образовано в 2005 году в границах сельсовета.
В июне 2020 года в состав сельского поселения включены населённые пункты упразднённого Малоберезниковского сельского поселения.

## Население
| 2002 | 2010 | 2012 | 2013 | 2014  | 2015 | 2016 |
| ---- | ---- | ---- | ---- | ----- | ---- | ---- |
| 665  | ↗692 | ↘674 | ↘673 | ↗677  | ↘671 | ↘664 |
| 2017 | 2018 | 2019 | 2020 | 2021  |      |      |
| ↗671 | ↗673 | ↘665 | ↘653 | ↗1059 |      |      |

## Населённые пункты
В состав поселения входит 6 населённых пунктов:
| № | Населённый пункт | Тип населённого пункта | Население |
| - | ---------------- | ---------------------- | --------- |
| 1 | Дмитриевка       | посёлок                | ↘7        |
| 2 | Лыковщина        | деревня                | ↘84       |
| 3 | Малые Березники  | село                   | ↘421      |
| 4 | Нагорный         | посёлок                | ↘21       |
| 5 | Пятина           | село                   | ↗223      |
| 6 | Садовский        | посёлок                | ↗378      |